# Белый сахар

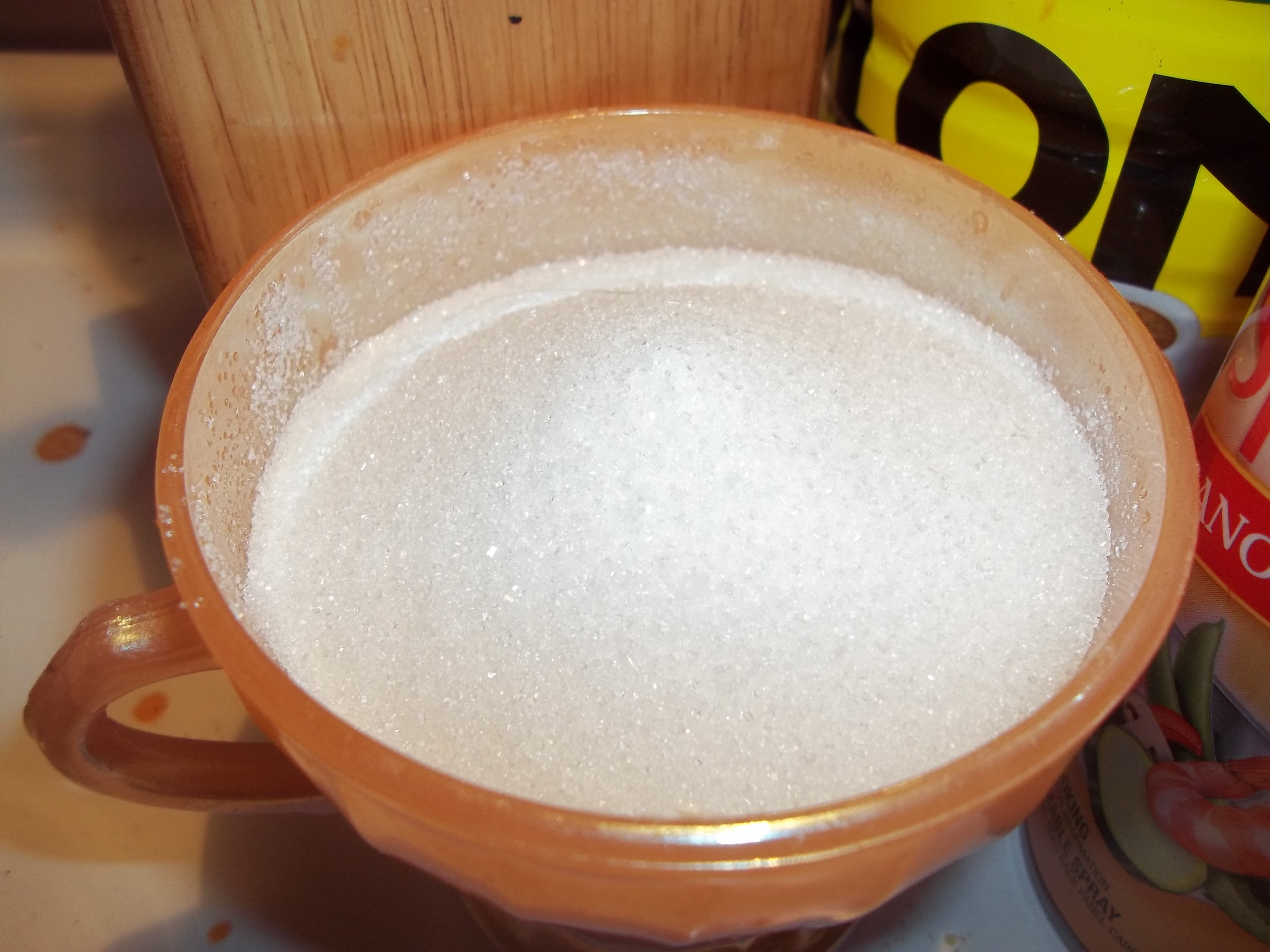
Чаша белого сахара

Белый сахар — широко используемый вид сахара, который получают из свекловичного или тростникового сахара путём очистки. Это почти чистая сахароза.

## Описание
В процессе рафинирования из тростникового или свекловичного сока полностью удаляется меласса, в результате чего получается дисахарид — белый сахар, сахароза. Его чистота превышает 99,7%. Молекулярная формула — C12H22O11. Белые сахара, получаемые из сахарного тростника и сахарной свеклы, химически неотличимы друг от друга: однако их происхождение можно определить с помощью анализа по углероду-13. 
Белый сахар (и немного коричневого сахара), получаемый из сахарного тростника, может быть очищен с помощью костяного угля несколькими производителями сахара из сахарного тростника. Сахарная свекла никогда не обрабатывалась костным углём и является веганской. 
С химической и питательной точек зрения белый сахар не содержит — в отличие от коричневого сахара — некоторых минералов (таких как кальций, калий, железо и магний), которые в небольших количествах присутствуют в патоке. Таким образом, единственными заметными отличиями являются белый цвет и менее насыщенный вкус. 